# Beghinaggio di Bruges
Il beghinaggio di Bruges (in olandese Begijnhof) è un complesso di edifici che si trova a Bruges e che fa parte dei beghinaggi fiamminghi iscritti dal 1998 nella lista dei Patrimoni mondiali dell'UNESCO.

## Storia
Il beghinaggio di Bruges è stato fondato nel 1245 da Margherita di Costantinopoli, contessa di Fiandra, e fino al 1928 ha ospitato le beghine, mentre adesso vi vivono delle suore benedettine. All'interno del beghinaggio c'è una chiesa e un cortile sul quale si affacciano 30 case di color bianco costruite tra il XVI e il XVIII secolo.